# Aamse
Koordinaten: 58° 56′ N, 23° 43′ O
Aamse (deutsch Amsi) ist ein Dorf (estnisch küla) in der Stadtgemeinde Haapsalu (bis 2017: Landgemeinde Ridala) im Kreis Lääne in Estland.

## Einwohnerschaft und Lage
Der Ort hat zwei Einwohner (Stand 31. Dezember 2011). Er liegt südlich des Dorfes Taebla.
Das 2010 geschaffene Naturschutzgebiet Aamse (Aamse looduskaitseala) umfasst die Dörfer Aamse, Laheva, Kadarpiku, Kirimäe, Nihka und Tammiku. Seine Fläche beträgt 425 Hektar.